# Geode Capital Management
Geode Capital Management, LLC ist eine US-amerikanische Vermögensverwaltungsgesellschaft mit Sitz in Boston, Massachusetts. Geode investiert in Aktien und Indexfonds sowie alternative Anlageklassen.

## Geschichte
Geode wurde ursprünglich 2001 von Fidelity Investments gegründet, um systematische Long/Short-Aktienstrategien zu betreiben und neue Strategien zu entwickeln. Fidelity investierte ursprünglich 229 Mio. US-Dollar in Geode Capital, das computergesteuert investierte, wobei Jacque Perold, ein leitender Angestellter von Fidelity, als erster Leiter des Unternehmens eingesetzt wurde. Das Unternehmen befindet sich im Besitz der Mitarbeiter und des Board of Directors.
Im Jahr 2003 wurde Geode als unabhängiges Unternehmen ausgegliedert, möglicherweise um den potenziellen Konflikt zu vermeiden, dass Geode Aktien von Fidelity-Fonds leerverkauft, obwohl es von Fidelity getrennt ist, blieb es in der Nähe des Fidelity-Hauptsitzes in der Summer Street in Boston ansässig und beide Unternehmen blieben eng verbunden. 
Im Jahr 2020 verwaltete das Unternehmen mit rund 140 Mitarbeitern ein Vermögen von fast 720 Mrd. US-Dollars. Im Februar 2021 wurde das Unternehmen vom Wall Street Journal porträtiert, das es als „Fidelitys Geheimwaffe“ bezeichnete. Im selben Monat schloss das Unternehmen sein Hedgefonds-Geschäft nach Verlusten durch Derivate.
Anfang 2022 übertraf Geode aufgrund der Beliebtheit seiner Indexfonds die Marke von einer Billion Dollar an verwaltetem Vermögen.

## Tätigkeit
Geode ist in erster Linie als Verwalter (in der Rolle eines Unterberaters) für registrierte Fonds (insbesondere Indexfonds) tätig, die von Fidelity Investments gesponsert werden. Neben Indexfonds umfassen die Tätigkeiten von Geode Investitionen in Optionen und die Rohstoffmärkte. Das Unternehmen gibt auch Vermögensberatung.
Darüber hinaus verwaltet Geode auch Vermögenswerte für institutionelle und private Anleger. Dazu gehören Unternehmen, Investmentgesellschaften, Pensionsfonds, Staatsfonds, staatliche und kommunale Einrichtungen und gemeinnützige Organisationen. Auch in den USA ansässige vermögende und weniger vermögende Privatpersonen zählen zu den Kunden.